# المدرسة الطولونية (القدس)
المدرسة الطولونية مدرسة تاريخية يرجع تاريخها إلى العصر المملوكي في فلسطين. تقع داخل أسوار البلدة القديمة لمدينة القدس، داخل المسجد الأقصى فوق الرواق الشمالي. تأسست في زمن الملك الظاهر برقوق سنة 1397م على يد شهاب الدين أحمد الطولوني الظاهري. من شيوخها: الشيخ تقي الدين الطولوني أبو بكر بن محمد بن عبد الله الحلبي، المقدسي، الشافعي الصوفي، المعروف بالطولوني.